# Умфравиль, Томас (умер после 1306)
Томас де Умфравиль (англ. Thomas de Umfraville; умер после 1306) — английский аристократ, младший сын Гилберта де Умфравиля, 1-го графа Ангуса, и Элизабет Комин. В 1295 году он учился в Оксфорде. В 1304 году, во время шотландской войны, Эдуард I назначил Умфравиля комендантом Данди. Тот разбил отряд Уильяма Уоллеса. Один из хронистов XV века сообщает, будто Умфравиль взял Уоллеса в плен и разбил Роберта Брюса, но другие источники не подтверждают эти данные.
Известно, что в 1306 году отец выделил Томасу годовую ренту в 20 фунтов стерлингов из доходов от поместья в Ридсдейле. 